# Palazzo Ruvo
Il Palazzo Ruvo è un edificio di valore storico e architettonico di Napoli; è sito in via Materdei. 
Il palazzo, in origine casa palazziata, appartenne a Giuseppe Ruvo che commissionò, nella seconda metà del XVIII secolo, il restauro del fabbricato. I lavori furono affidati a Luca Vecchione. In alcune polizze di pagamento si fa riferimento anche ad Agostino D'Angelo, che realizzò alcuni busti, a Francesco Antonio d'Ambrosio, il piperniere, e al pittore Giovan Battista Maffei, che eseguì degli affreschi nelle sale del piano nobile.
L'immobile possiede un portale composto da due piedritti a bugnato: su di essi poggiano due mensole con volute decorate ad elementi naturalistici e sormontate da mascheroni antropomorfi di derivazione sanfeliciana; nella composizione si riscontrato invece elementi classici. Nella parte mediana, una cornice si raccorda su due lati con un arco a tutto sesto e la chiave di volta riprende i motivi delle volute. Nelle lunette laterali sono ricavati elementi floreali e la cornice superiore forma il balcone dell'appartamento nobile.
L'androne coperto con volta a crociera accede al cortile di piccole dimensioni, reso angusto dalla cassa dell'ascensore e dalle superfetazioni successive. Sul cortile si affacciano i ballatoi, sostenuti da archi a sesto ribassato e caratterizzati da elementi in bugnato triangolari di gusto borrominiano. La scala si articola intorno ad un vano centrale quadrangolare, con tre rampe e pianerottoli voltati a crociera costolonata; la struttura, infine, scarica su coppie di pilastri curvilinei rastremati dal basso verso l'alto con pseudocapitello ad angoli smussati, simili a quelli che si riscontrato a Palazzo Terralavoro.
Allo stato attuale è adibito ad abitazioni private in pessime condizioni manutentive.